# Gbete (peuple)
Pour les articles homonymes, voir Gbete.
Les Gbete (ou Kepere) sont une population vivant dans l'Est du Cameroun, particulièrement autour de Bélabo, dans le département du Lom-et-Djérem. Ils se disent apparentés aux Mboum de Ngaoundéré.
La chasse et la pêche constituent leurs activités principales. Les femmes gèrent de petites plantations de maïs, de manioc et de bananiers plantain. On vient leur acheter de la viande séchée et du poisson, revendus dans les villes voisines de Bélabo et Bertoua. Parfois les chasseurs vont vendre eux-mêmes leurs produits sur les marchés, ou à la gare de Goyoum. 

## Langues
Ils parlent le gbete (ou kepere), parfois considéré comme un dialecte du mboum, et dont le nombre de locuteurs a été estimé entre 6 000 et 10 000 (2002). Le français est souvent utilisé pour communiquer avec d'autres populations.

## Personnalités
Plusieurs hautes personnalités camerounaises sont d'origine Gbete (ou Kepere), parmi lesquelles : l'ancien ministre des transports et ministre des mines, de l'industrie et du développement technologique Charles Salé, le batteur musicien mondialement connu Feu Félix Sabal-Lecco, le bassiste renommé Armand Sabal-Lecco, le premier maire de la ville de Bertoua Feu Sembe Lecco, les freres et l'ancien President du conseil économique et social, ministre de la justice, secretaire general de l'UNC et ambassadeur Feu Félix Sabal-Lecco.